# Pedra Fita do Zebreiro

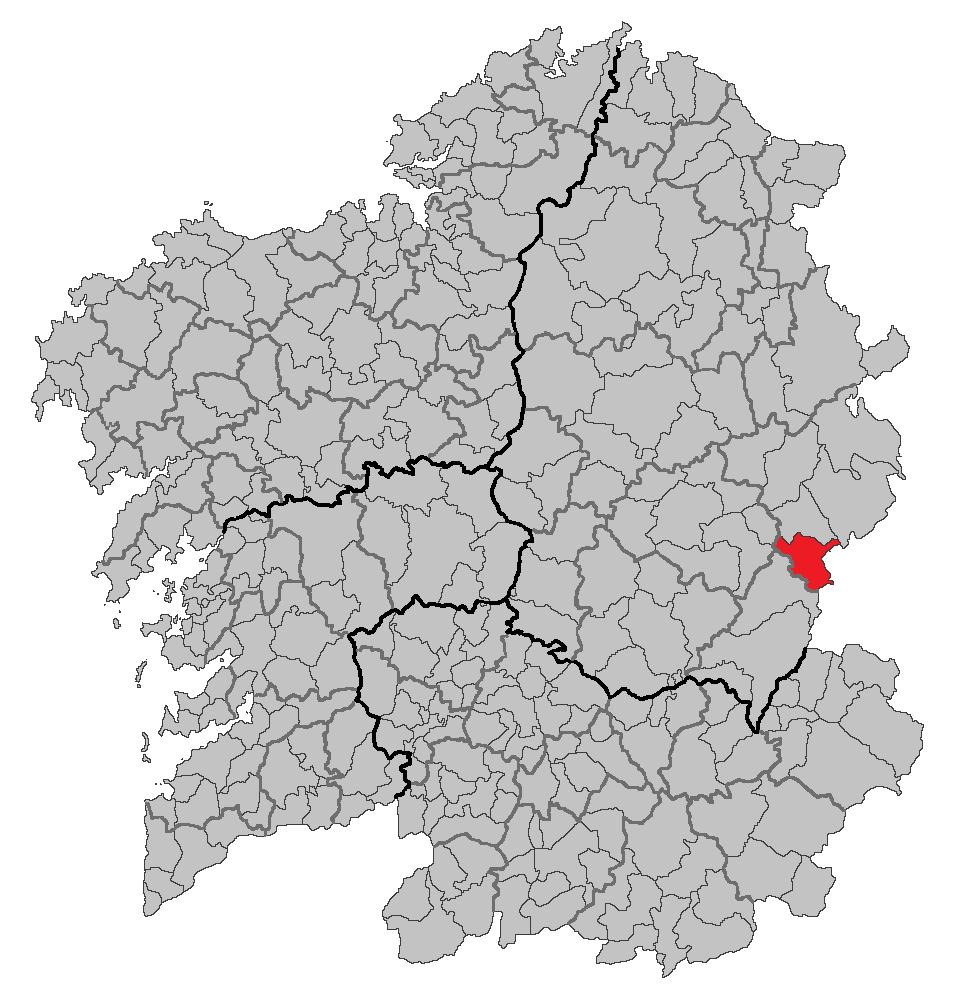
Localização de Pedra Fita do Zebreiro

Pedra Fita do Zebreiro (Pedrafita do Cebreiro; em espanhol, Piedrafita del Cebrero) é um município da Espanha na província de Lugo, comunidade autónoma da Galiza, de área 105,10 km² com população de 1368 habitantes (2007) e densidade populacional de 14,14 hab/km².

## Demografia
| Variação demográfica do município entre 1991 e 2004 | Variação demográfica do município entre 1991 e 2004 | Variação demográfica do município entre 1991 e 2004 | Variação demográfica do município entre 1991 e 2004 |
| --------------------------------------------------- | --------------------------------------------------- | --------------------------------------------------- | --------------------------------------------------- |
| 1991                                                | 1996                                                | 2001                                                | 2004                                                |
| 2144                                                | 1716                                                | 1552                                                | 1486                                                |